# Anagram
Ne doit pas être confondu avec Anagramme. Et pour le groupe de punk-rock canadien, voir Anagram (groupe).
Anagram est un jeu télévisé français animé successivement par Michel Constantin (6 février - 29 juin 1985) et Daniel Prévost (9 septembre - 20 décembre 1985), diffusée sur TF1 du 6 février au 20 décembre 1985. Sous la direction de ce dernier, l’émission prend un tour loufoque et comique.
Au cours de l’été 1985, ont présenté l'émission en alternance : Pit et Rik, Gérard Klein, Sergio (du Paradis Latin), Annie Cordy, Claude Piéplu, Roger Pierre, Georges Descrières (19 au 22 août), André Gaillard (24 août au 1er septembre) et Marc Menant (2 au 7 septembre).
Dans la rubrique de la « Question magique », un illusionniste (Guy Lore, Helios, Pierre Barclay, Pierre Switon et Henry Mayol...) présentait un numéro de grande illusion sur le plateau. L’animateur posait ensuite une question commune aux deux équipes sur le tour de magie réalisé.
Le jeu a été rediffusé sur JET, filiale du groupe TF1 entre octobre 2006 et avril 2007.